# Alfredo Ildefonso Schuster
Alfredo Ildefonso Schuster (Roma, 18 de enero de 1880-Venegono Inferiore, 30 de agosto de 1954) fue un religioso católico italiano beatificado el 12 de mayo de 1996 en Roma. Fue monje benedictino, teólogo, arzobispo de Milán y cardenal de la iglesia católica. Bautizado como Alfredo Ludovico Schuster, es especialmente conocido por sus trabajos sobre liturgia católica. Además fue también caballero de la Orden del Santo Sepulcro.

## Biografía

### Infancia y vida religiosa
Hijo de Giovanni (en alemán: Johann), un sastre bávaro, y María Anna Tutzer, de origen trentino. Su padre trabajaba en la corte pontificia y era el sastre jefe de la guardia zuava. Muy pronto quedó huérfano de padre y entró por sus estudios en la Abadía de San Pablo Extramuros; vuelto monje, profesó en 1900; tras sus estudios de filosofía en el Colegio Pontifical de San Anselmo en Roma, fue ordenado sacerdote el 19 de marzo de 1904 en la Basílica de San Juan de Letrán. Enseguida asumió los cargos de procurador general de la Congregación Benedictina de Montecassino, prior claustral y, en 1918, abad ordinario de San Pablo Extramuros. Se destaca como maestro de novicios, así como por su pasión por el arte sacro, la arqueología, la historia de la Iglesia, la liturgia y la vida monástica.

### Episcopado
Nada más firmado el concordato con el régimen fascista, fue nombrado arzobispo de la Arquidiócesis de Milán el 26 de junio de 1929 y cardenal el 15 de julio de ese mismo año. En el momento de su nombramiento, el ministro fascista Alfredo Rocco lo había calificado como «una persona muy digna en todos los aspectos y simpatizante del régimen» de Benito Mussolini. Schuster fue el primer obispo que prestó juramento de lealtad al Estado italiano, el 13 de julio. Gobernó su diócesis en tiempos difíciles para Milán y para Italia. Tomó por modelo a su predecesor del siglo XVI, San Carlos Borromeo e hizo frecuentes visitas pastorales por toda su inmensa archidiócesis: cinco en sus veinticinco años de episcopado. Escribió numerosas cartas a sus clérigos y fieles y suministró instrucciones minuciosas especialmente en orden al ornamento del culto divino; organizó frecuentes sínodos diocesanos y dos congresos eucarísticos.
Fue presidente del Pontificio Instituto Oriental de 1919 a 1922, así como profesor en varios colegios e institutos. Por mandato del papa Pío XII reorganizó los seminarios milaneses al construir el Seminario de Teología y el Pequeño seminario (Seminario Liceal) de Venegono Inferiore, inaugurados en 1935. Participó en el cónclave de 1939 que eligió como papa al cardenal Eugenio Pacelli (futuro Pío XII). 

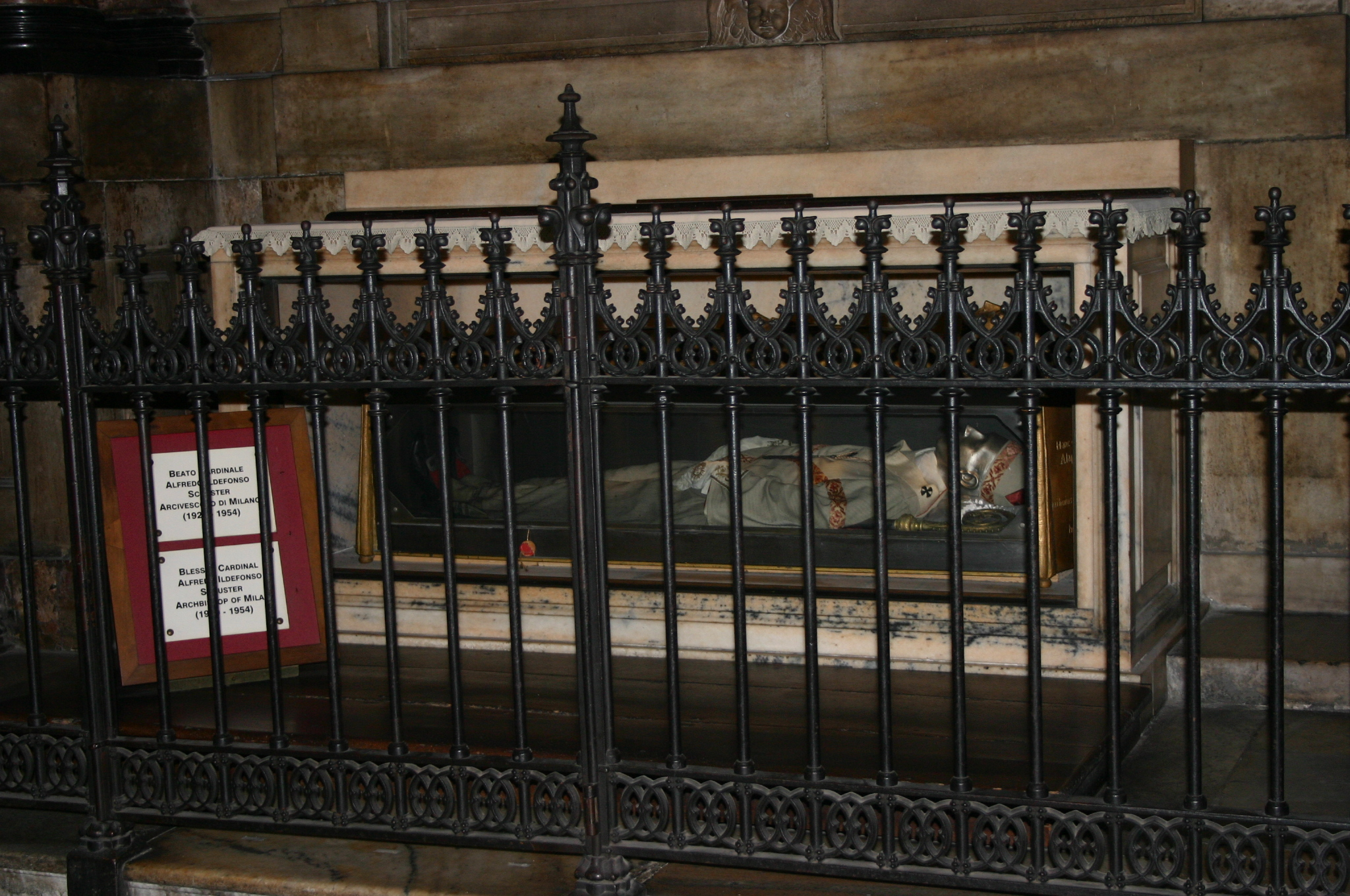
La tumba del beato cardenal Schuster, en el Duomo de Milán.

Schuster creía que después de la conciliación materializada en el Palacio de Letrán era posible cristianizar la sociedad italiana en el marco del Estado fascista y, por tanto, era necesario colaborar con él, pero sólo si no se afectaban los ámbitos y prerrogativas de la Iglesia Católica. Una nota suya del 21 de marzo de 1930 con motivo del aniversario de la fundación de los Fasci di Combattimento, en la que hablaba de una «misión de salvación» confiada al Duce, fue criticada por algunos fieles. La Santa Sede consideró excesivas las palabras de Schuster y le envió una advertencia. En 1931 lanzó una carta muy dura contra el régimen para protestar contra las agresiones a la Acción Católica, y se negó a bendecir solemnemente la Estación Central de Milán, obligando así a estar ausentes de la ceremonia de inauguración al rey Víctor Manuel III y a Mussolini. Sin embargo, en 1936 bendijo a las tropas fascistas que partían a completar la conquista de Etiopía, y las arengó para la batalla: «Nosotros colaboramos con Dios en esta misión nacional y católica de buena voluntad, en especial en este momento en que, sobre los campos de batalla etíopes, la bandera italiana lleva en triunfo la cruz de Cristo». En un discurso publicado el 22 de febrero de 1937 en el diario fascista Il Popolo d’Italia, Schuster equiparó la firma de los Pactos de Letrán de 1929 entre el Estado italiano y la Santa Sede con «una nueva marcha sobre Roma», y comparó a Mussolini con spiriti magni como los emperadores romanos Constantino y Augusto.
En 1938 condenó con solemnidad las leyes raciales fascistas. El 13 de noviembre pronunció estas palabras en la catedral: «Ha nacido en el extranjero, pero se extiende por doquier una especie de herejía… Es el así llamado racismo». En esa misma homilía ponía en guardia ante las ideologías arias y el crecimiento de la industria bélica alemana (Schuster era hijo de un alemán), que pronto provocarían una guerra. En 1939, pronunció un discurso que nadie se atrevió a publicar. Decía el cardenal: «Entre el cristianismo basado en el Decálogo y en el Credo, de origen divino, y este nuevo Estado hegeliano, totalitario, existe un antagonismo total». Durante la Segunda Guerra Mundial se convirtió en la última tabla de salvación para los perseguidos por el nazismo e hizo todo lo que pudo por salvar a los condenados a muerte: católicos activos, grandes intelectuales no cristianos y judíos. El 10 de agosto de 1944 las tropas alemanas fusilaron a quince partisanos y los abandonaron en el suelo como aviso a la población, tras ello el cardenal Schuster protestó ante la embajada alemana; por la tarde, al ver que su aviso no servía de nada, amenazó con ir a recogerlos en persona y los alemanes los recogieron, pero el comandante avisó que "un día de estos lo arrestaría".

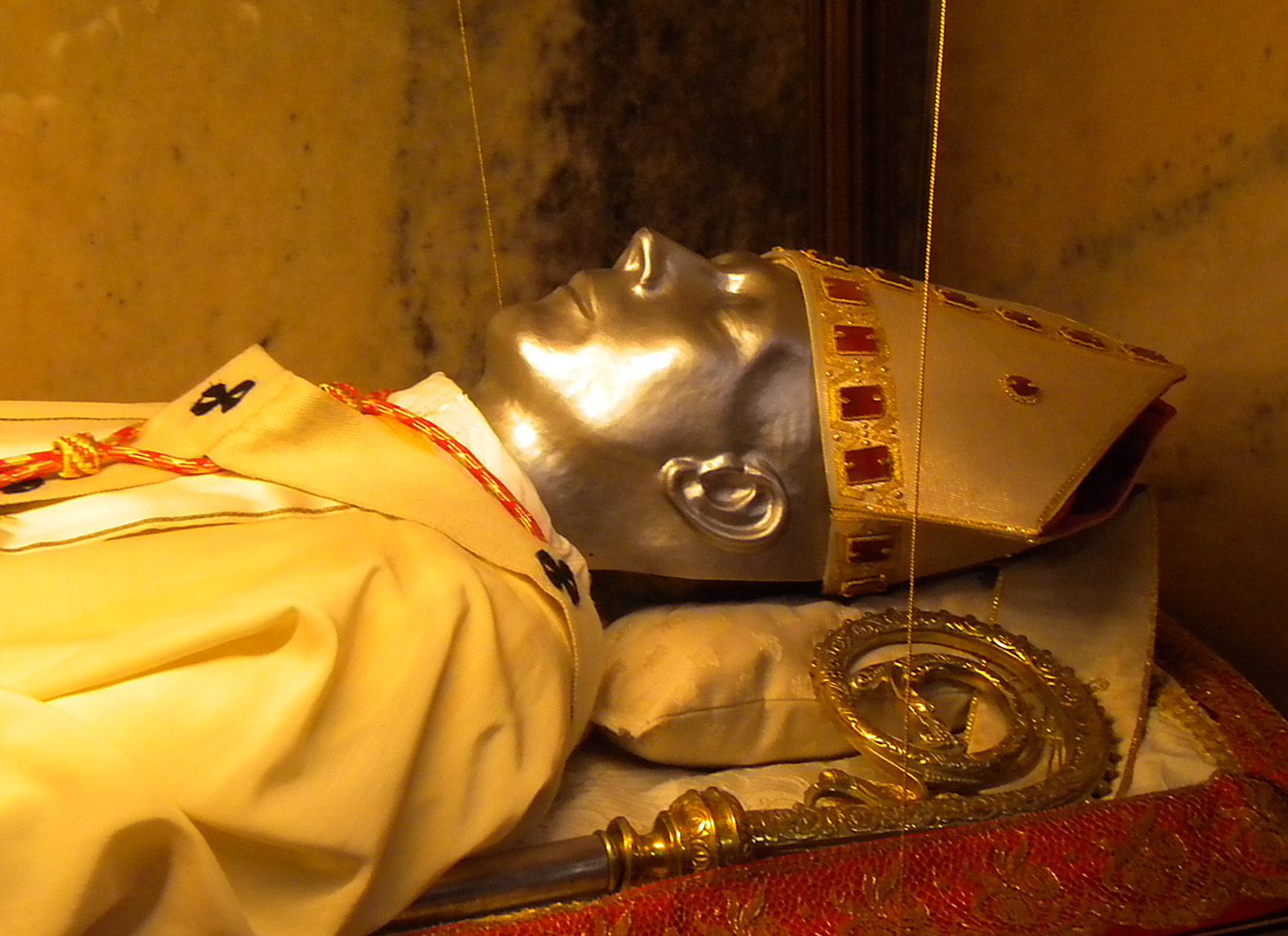
Detalle de la tumba del beato cardenal Schuster.

El 25 de abril de 1945, al final de la guerra, organizó la rendición de Benito Mussolini sin efusión de sangre por medio de un encuentro entre este y los partisanos en el arzobispado; propuso también a Mussolini permanecer en el arzobispado bajo su protección para rendirse a los Aliados, pero este rehusó, prefiriendo huir. 
El 18 de febrero de 1952, el cardenal Schuster envió un mensaje a Josemaría Escrivá de Balaguer, a través de Juan Udaondo, miembro del Opus Dei: «Decidle que se acuerde de su paisano, San José de Calasanz, y... que se mueva». Escrivá se entera de que existen ciertas maniobras que pretenden apartarle de la Obra y dividirla en dos diferentes Instituciones: una de hombres y otra de mujeres.

### Muerte y legado
Viejo y enfermo, el cardenal se retiró al seminario de Venegono, donde falleció el 30 de agosto de 1954. Sus restos reposan en la catedral de Milán y cuando su tumba fue abierta (28 de enero de 1985) su cuerpo se encontró intacto. Fue proclamado beato por Juan Pablo II el 12 de mayo de 1996.
Fundó una escuela de música: el Instituto de Canto Ambrosiano y Música Sacra, así como el Ambrosianeum y el Didascaleion y diversos centros de cultura católica. Toda su vida recomendó altamente la participación de los laicos en la acción parroquial.
En mayo de 1984, el Departamento de Estado y el Ejército de los Estados Unidos desclasificaron documentos que revelaban que, desde 1943, el arzobispo Schuster y su secretario personal, Giuseppe Bicchierai, mantuvieron una relación estrecha con el criminal nazi Walter Rauff. Durante su estancia en Milán tras ser nombrado jefe de las SS en el norte de Italia, Rauff se reunió en numerosas ocasiones con Schuster, e intercambiaron cartas y regalos. Ambos prelados también asistieron a las negociaciones secretas entre Alemania e Italia y los Aliados en el final de la Segunda Guerra Mundial, en las que participó asimismo Rauff y donde trataron incluso del intercambio y la liberación de prisioneros. Al conocerse dichos informes, el Centro Simon Wiesenthal solicitó al Vaticano una investigación sobre la posible implicación del cardenal Schuster en la huida de Rauff hacia Sudamérica al terminar la guerra.

## Obra
- Diez volúmenes del Liber Sacramentum (1919-1923), compuesto según una metodología historicista.
- Sant'Ambrogio e le piu antiche basiliche milanesi. Note di archeologia cristiana (Milán, 1940)
- Il libro della preghiera antica (Roma, 1943).